# Penne (pasta)
Le penne sono un tipo di pasta corta di forma cilindrica caratterizzata dal taglio obliquo delle estremità. Quando fu creato nel XIX secolo a Genova furono chiamate così perché il nuovo formato sembrava imitare i pennini delle penne stilografiche.

## Origini
Le "penne" rappresentano uno dei pochi formati di pasta di cui si conosce per certo data e luogo di nascita: nel 1865, infatti, un produttore di pasta di San Martino d'Albaro (oggi quartiere di Genova), Giovanni Battista Capurro, brevettò una macchina da taglio diagonale di sua invenzione. Invenzione importante poiché permetteva di tagliare in questa forma la pasta fresca senza schiacciarla, produceva in una dimensione variabile tra mezze penne da 3 cm e penne da 5 cm.

## Caratteristiche
In Italia esistono due tipi: le penne lisce e le penne rigate che presentano delle righe su tutta la superficie della penna. Esistono anche i pennoni che sono di forma più grande alle semplici penne.
Una pasta simile  è costituita dagli ziti che sono lunghi tubi a superficie liscia e oltre ad esse esistono anche gli zitoni che sono di forma più grande.

## Le ricette

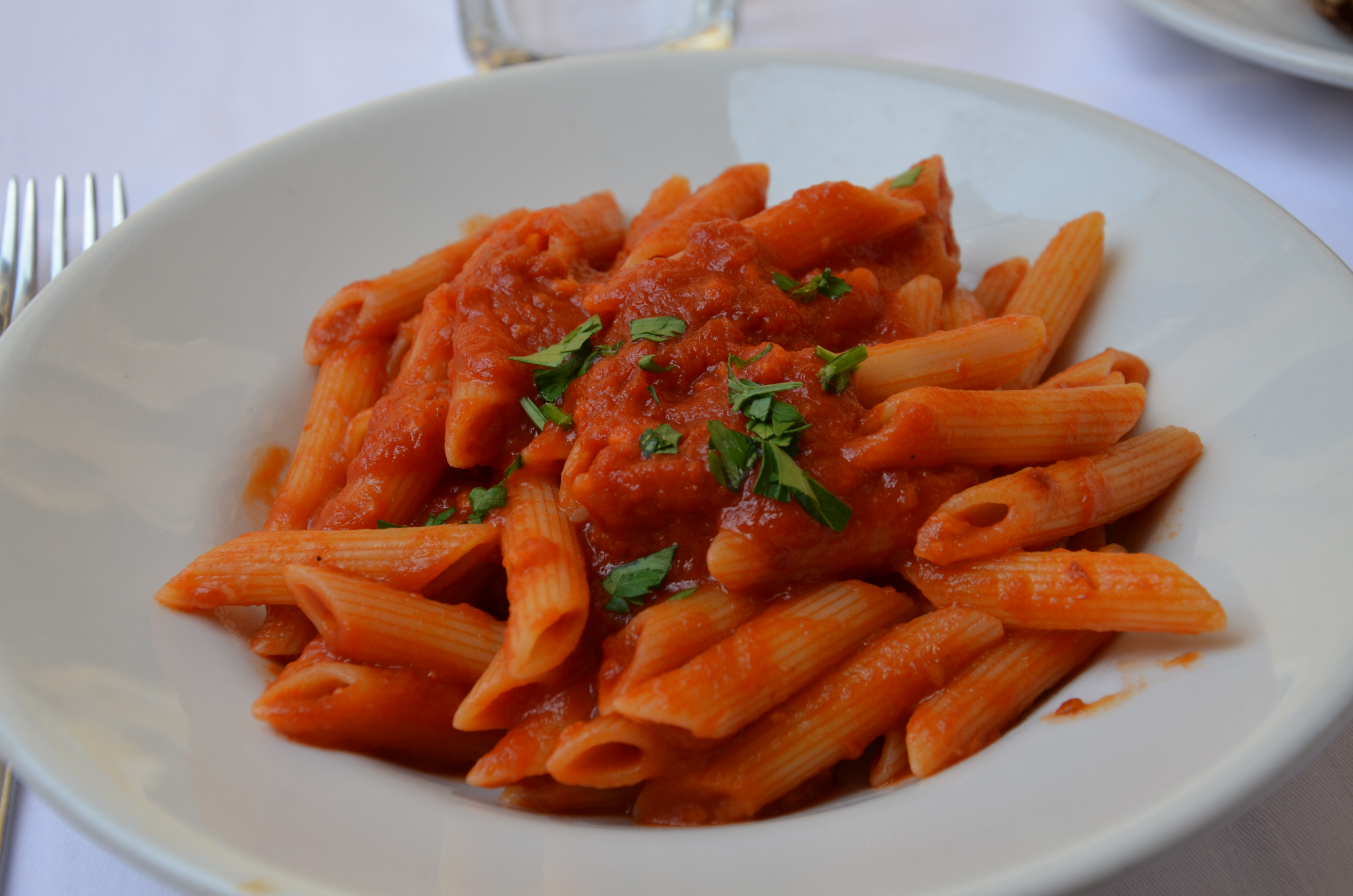
Penne all'arrabbiata

È una pasta molto versatile grazie alla sua forma, perché il centro vuoto permette di conservare il sugo all'interno mentre le penne rigate permettono di conservare ancor di più il sugo.
Vengono cotte tradizionalmente al dente e condite con salse o sughi, tipicamente all'arrabbiata nel Lazio, oppure con la salsa di pomodoro. Negli anni 1980 le penne alla vodka divennero un'icona della cucina alla moda; questa ricetta, a base di panna, pomodoro e vodka, fu riscoperta a distanza di 30 anni negli Stati Uniti, dove oggi sono il piatto di pasta più conosciuto dopo quella alla bolognese.

## Nella cultura di massa
Le penne all'arrabbiata, piatto celeberrimo della cucina povera italiana, sono state immortalate da film come La grande abbuffata di Marco Ferreri, Roma di Federico Fellini e Sette chili in sette giorni con Carlo Verdone.